# 馬亨
馬 亨（ば きょう、1207年 - 1277年）は、モンゴル帝国（大元ウルス）に仕えた漢人将軍の一人。字は大用。邢州南和県の出身。

## 概要
馬亨は代々農耕を生業としてきた家の出で、幼くして父を亡くしたが、母を支えて金末に吏となった。オゴデイ・カアンの治世の1230年（庚寅）、華北で十路徴収課税使が任命されると、河北東西路使の王晋に掾として仕えるようになった。1234年（甲午）、王晋は中書令の耶律楚材に馬亨を推薦し、やがて馬亨は転運司知事・転運司経歴・転運司副使を歴任した。
1250年（庚戌）、劉秉忠が馬亨を皇族のクビライに推薦し、馬亨は八春・忙哥の補佐とされた。1253年（癸丑）にはクビライを総司令とする雲南・大理遠征が始まったが、馬亨は遠征に同行せず、クビライの領地である京兆の榷課所長官（ほぼ同時期、フレグの配下である常徳府が宣課使という役職に任じられているが、これは榷課所長官と同じ職務を持った役職とみられる）に任じられた。以後、馬亨は寛容な統治に努め、5年にわたって京兆の民心は安定したという。
ところが1257年（丁巳）、かねてよりクビライの方針に不満を抱いていたモンケ・カアンが配下のアラムダールを派遣し、京兆におけるクビライの権益を取り上げようとした。この時、馬亨は銀500両を徴収して藩府に収める所であったが、「銀を藩府に届けなければ罪を受ける」と抗弁してアラムダール配下の追及を一時逃れた。しかしこれを知ったアラムダールは怒って藩府まで使者を派遣し、馬亨はこれを庇おうとするクビライの好意を断って拘留された。馬亨は多くの尋問を受けたが最終的には釈放され、この時クビライからは銀32鋌を下賜されている。1259年（己未）、クビライによる鄂州包囲に従い、山西・河東・陝右・漢中での撫諭を行っている。
その後、1260年（中統元年）にクビライが即位すると陝西・四川宣撫司が設立され、馬亨は陝西宣撫司議事に任じられた。さらに陝西四川規措軍儲転運使に改められ、帝位継承戦争においては宣撫使の廉希憲・商挺らと協力して劉太平らを誅殺することで陝西方面を押さえた。その後、行中書省の制度が始まると陝西行省左右司郎中を兼ねるようになり、民の負担を和らげるよう努めたという。
1263年（中統4年）には陝西五路西蜀四川廉訪都転運使の地位に遷り、さらに工部侍郎・解州塩副使の地位を授けられた。このころ、東宮三師・中書省・宰相・中書左右丞・六部・御史台などにかかる「六事」についてクビライに上疏している。
1266年（至元3年）には嘉議大夫・左三部尚書の地位に進み、さらに戸部尚書に改められた。このころ、西域の商人が制国用使アフマドを後ろ盾に交鈔の流通に手を出そうとしていたが、馬亨の反対によってとめられている。
1270年（至元7年）には尚書省が新設されて馬亨も配属されたが、馬亨は尚書省の職務は本来中書省に属するものであると主張し、尚書省を取り仕切るアフマドと対立した。そのために地位を失い、右丞のアリー・左丞の姚枢とともに襄陽・樊城の戦いの後方補給を担当した。襄陽城が陥落した後、1273年（至元10年）には京師に帰還した。クビライは再び馬亨を任用しようとしたが馬亨は既に病に冒されており、1277年（至元14年）に71歳にして死去した。息子には雲南諸路道粛政廉訪司副使となった馬紹庭がいた。